# Agnieszka Wagner
Agnieszka Wagner (sinh ngày 17 tháng 12 năm 1970 tại Warsaw) là một nữ diễn viên người Ba Lan.

## Tiểu sử
Agnieszka Wagner đồng thời tốt nghiệp Đại học Warsaw (Ba Lan) và Học viện Điện ảnh Châu Âu tại Berlin (Đức) vào năm 1994.
Wagner đã đóng hơn 50 bộ phim kể từ năm 1988. Trong đó, các bộ phim gắn liền với tên tuổi của cô là Bản danh sách của Schindler (1993), Quo vadis (2001), Listy do M. (2011) và Listy do M. 3 (2017).

## Phim tiêu biểu
| Năm  | Tiêu đề                             | Vai diễn               | Ghi chú                            |
| ---- | ----------------------------------- | ---------------------- | ---------------------------------- |
| 1988 | Dotknięci                           | Oleńka                 |                                    |
| 1988 | Serenite                            | hầu gái Mary           | (TV)                               |
| 1988 | Crimen                              | Lea Wojnarowska        | (TV, tập 1, 3, 4, 5, 6)            |
| 1992 | Pierścionek z orłem w koronie       | Wiśka                  |                                    |
| 1993 | Schindler's List                    |                        |                                    |
| 1993 | Pożegnanie z Marią                  | Maria                  | (TV)                               |
| 1995 | Za co?                              | Wanda Jaczewska        |                                    |
| 1995 | Nic śmiesznego                      | mẹ của Adam            |                                    |
| 1996 | Szamanka                            | Anna                   |                                    |
| 1996 | Nothing Funny                       |                        |                                    |
| 1997 | The Truce                           |                        |                                    |
| 1997 | Shanghai 1937                       | Helen Russell          | (TV)                               |
| 1999 | Honigfalle - Verliebt in die Gefahr | Lulu                   | (TV)                               |
| 2001 | Quo Vadis                           | Poppaea Sabina         |                                    |
| 2003 | Xero                                | Marta                  |                                    |
| 2004 | Out of Reach                        | Kasia Lato             |                                    |
| 2009 | Synowie                             | Renata                 | (TV, tập 5, 9, 12, 13, 22, 23, 25) |
| 2011 | Listy do M.                         | Małgorzata             |                                    |
| 2012 | Prawo Agaty                         | bác sĩ Zofia Mędrzycka | (TV, tập 19)                       |
| 2015 | Listy do M. 2                       | Małgorzata             |                                    |
| 2015 | Prokurator                          |                        | (TV, tập 10)                       |
| 2016 | Jestem mordercą                     | Grażyna Stępska        |                                    |
| 2017 | Listy do M. 3                       | Małgorzata             |                                    |
| 2019 | I'll find you                       | Kirstin Beck           |                                    |